# Monte Vioz
Monte Vioz to szczyt w Masywie Ortleru, w Alpach Retyckich. Leży w północnych Włoszech, na granicy dwóch prowincji: Sondrio i Południowy Tyrol.
Szczyt góruje nad doliną Val di Peio i miejscowością Peio.
Pierwszego wejścia, w 1854 r., dokonał Christophoro Groos.